# 常光希
常光希（1942年5月—），男，四川人，中国动画艺术家，上海美术电影制片厂动画设计师、导演、原厂长。